# Cecilia Bailliet
Cecilia M. Bailliet (geb. 24. April 1969 in Buenos Aires) ist eine argentinische Rechtswissenschaftlerin. Sie ist Professorin an der Universität Oslo. Seit 2023 ist sie UN-Sachverständige für Menschenrechte und internationale Solidarität.

## Biographie
Cecilia Bailliet wurde 1969 in Buenos Aires geboren. Sie studierte an der Law School und der Elliott School of International Affairs der George Washington University in Washington, D.C. und erwarb dort einen Master- und einen Juris Doctor in internationalen Angelegenheiten. Sie promovierte 2003 an der Universität Oslo mit einer Dissertation unter dem Titel Between Conflict & Consensus: Conciliating Land Disputes in Guatemala.
Heute [2024] ist Bailliet Rechtsprofessorin an der Universität Oslo, wo sie den Masterstudiengang „Internationales öffentliches Recht“ leitet. Daneben entwickelte sie einen Masterkurs zum „Internationalen Friedensrecht“, der von ihr auch geleitet wird.
Andere Schwerpunkte ihrer Arbeit sind Migration, Flucht und Asyl. So postulierte sie Normen für den Umgang mit auf dem Seeweg ankommenden Flüchtlingen, 2006 forderte sie Leitlinien für Kriegsdienstverweigerer, die einen Asylantrag stellen. In der Folge wurde sie gebeten, an der Ausarbeitung von UNHCR-Leitlinien zum Thema Militärdienst und Asyl mitzuwirken.
Sie beschäftigte sich mit den rechtlichen Aspekten von Hausdurchsuchungen im Rahmen von Aufstandsbekämpfungen, mit sexualisierter Gewalt gegenüber weiblichen Militärangehörigen und häuslicher Gewalt.
Im Jahr 2013 untersuchte sie die Einhaltung der Vorschriften des Interamerikanischen Gerichtshofs für Menschenrechte in „Measuring Compliance with the Inter-American Court of Human Rights: The Ongoing Challenge of Judicial Independence in Latin America“.
2015 machte sie die Kampagne GQUAL bekannt, die auf die enormen geschlechtsspezifischen Unterschiede bei der Besetzung internationaler Gerichtshöfe hinweist. Der Europäische Gerichtshof für Menschenrechte in Straßburg besteht zu über 90 % aus männlichen Richtern und über 96 % der Richter des Internationalen Gerichtshofs in Den Haag sind männlich. Die Richter des Internationalen Seegerichtshofs in Hamburg sind zu 97,5 % männlich.
Sie produzierte Vorlesungen für die United Nations Audiovisual Library of International Law und publizierte eine Reihe von Interviews mit internationalen Richtern über die Entwicklung des internationalen Rechts.
Im Januar 2022 übernahm Bailliet den Vorsitz der Expertengruppe, die zur Unterstützung des Nigerianers Obiora Chinedu Okafor eingesetzt wurde, der damals unabhängiger Experte der Vereinten Nationen für Menschenrechte und internationale Solidarität beim UN-Menschenrechtsrat war. Bailliet wurde im Oktober 2023 zur Nachfolgerin Okafors als Unabhängigen Expertin ernannt.

## Veröffentlichungen (Auswahl)
- Cecilia M. Bailliet: The Research Handbook on International Solidarity and the Law. 2024 (englisch, e-elgar.com).
- The Construction of the Customary Law of Peace: Latin America and the Inter-American Court of Human Rights. 2021 (englisch, e-elgar.com).
- The Research Handbook on International Law and Peace. 2020 (englisch, e-elgar.com).
- Nobuo Hayashi, Cecilia M. Bailliet: The Legitimacy of International Criminal Tribunals. Cambridge University Press, 2017, ISBN 978-1-316-94315-1 (englisch, google.com).
- Cecilia Bailliet, Kjetil Mujezinović Larsen: Promoting Peace Through International Law. Oxford University Press, 2015, ISBN 978-0-19-872273-1 (englisch, google.com).
- Cecilia M. Bailliet: Non-State Actors, Soft Law and Protective Regimes: From the Margins. Cambridge University Press, 2012, ISBN 978-1-139-56093-1 (englisch, google.com).
- Cecilia Bailliet, Katja Franko Aas: Cosmopolitan Justice and Its Discontents. Taylor & Francis, 2011, ISBN 978-1-136-74138-8 (englisch, google.com).
- Cecilia Bailliet: Security: A Multidisciplinary Normative Approach. 2009 (englisch).